# Clytobius davidis
Clytobius davidis är en skalbaggsart som först beskrevs av Leon Fairmaire 1878.  Clytobius davidis ingår i släktet Clytobius och familjen långhorningar. Inga underarter finns listade i Catalogue of Life.